# Elisabeth Kuznitzky
Elisabeth Augusta Kuznitzky, geb. als Freiin Elisabeth von Liliencron (* 22. Januar 1878 in Straßburg; † 30. November 1944 in Berlin-Plötzensee) war eine deutsche Widerstandskämpferin. Sie war am aktiven Widerstand gegen das Dritte Reich beteiligt.

## Leben
Elisabeth von Liliencron war die zweite Tochter von Andreas Otto von Liliencron (* 1838; † 1902) und seiner Frau Caroline, geb. Wendelburg (* 1842; † 1915), Tochter der Margaretha Jantzen und des Jürgen Wendelburg. Ihre Schwester Anna Maria von Liliencron (* 1875; † 1947), Dr. phil., war mit dem Verwaltungsrechtler Conrad Bornhak verheiratet.
Elisabeth Kuznitzky war seit dem 8. August 1901 mit dem jüdischen Urologen Martin Kuznitzky verheiratet und Mutter von Elisabeth Charlotte Gloeden. Elisabeth Gloeden hatte mit ihrem Mann Erich Gloeden General der Artillerie Fritz Lindemann Unterschlupf in der gemeinsamen Wohnung gewährt. Lindemann war ein Mitverschwörer des 20. Juli 1944. Elisabeth Kuznitzky wurde mit Tochter und Schwiegersohn am 3. September 1944 verhaftet und vor dem Volksgerichtshof angeklagt. Erich Gloeden versuchte vor Gericht, die beiden Frauen vor der Todesstrafe zu schützen. Er behauptete, die beiden hätten nicht gewusst, dass Lindemann einer der gesuchten Verschwörer gewesen sei. Am 27. November 1944 erging das Todesurteil gegen Erich Gloeden. Elisabeth Kuznitzky und ihre Tochter zogen es daraufhin vor, ebenfalls hingerichtet zu werden. Daher gaben sie ihre Mitwisserschaft zu, wurden dafür erwartungsgemäß zum Tode verurteilt und am 30. November 1944 in Plötzensee durch Enthauptung hingerichtet.

## Gedenken
Am 4. Oktober 2010 wurden vom Kölner Künstler Gunter Demnig vor dem ehemaligen Wohnhaus der Familie, in der Kastanienallee 23 in Berlin-Westend, Stolpersteine für Elisabeth Kuznitzky, ihre Tochter Elisabeth Charlotte Gloeden, und deren Mann Erich Gloeden verlegt.
Am 3. Oktober 2016 erinnerte Bundestagspräsident Norbert Lammert in seiner Rede zum Tag der Deutschen Einheit an das Schicksal der Familie Gloeden und Kuznitzky.
Am 10. September 2018 wurden auf Initiative des Deutschen Alpenvereins, Sektion Rheinland vor der ehemaligen Wohnadresse der Familie in der Mohrenstraße 26 in Köln-Altstadt-Nord Stolpersteine für Elisabeth Kuznitzky, ihren Mann Martin Kuznitzky und ihre Tochter Elisabeth C. Gloeden verlegt.

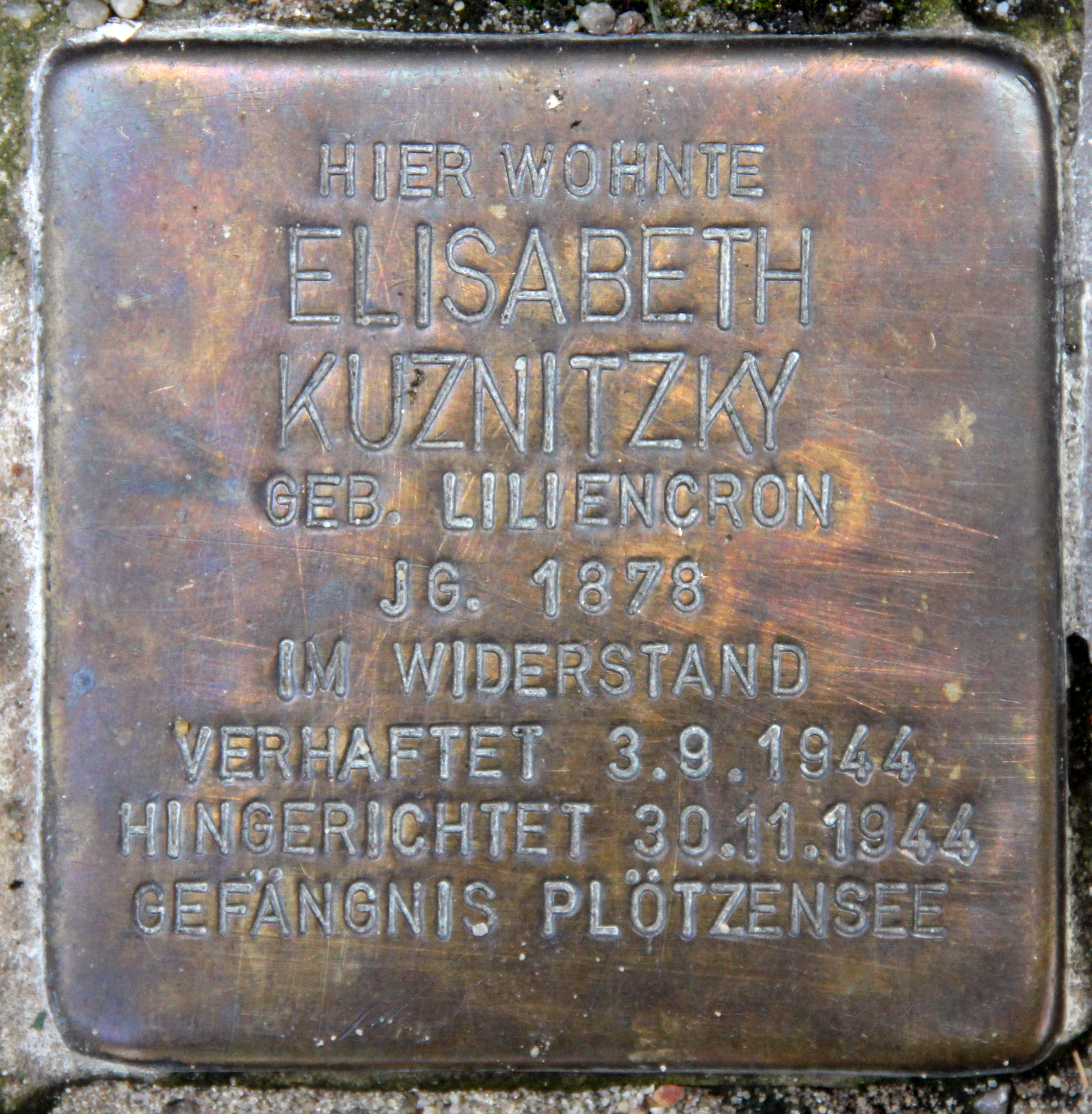
Stolperstein für Elisabeth Kuznitzky, Kastanienallee 23, Berlin-Westend
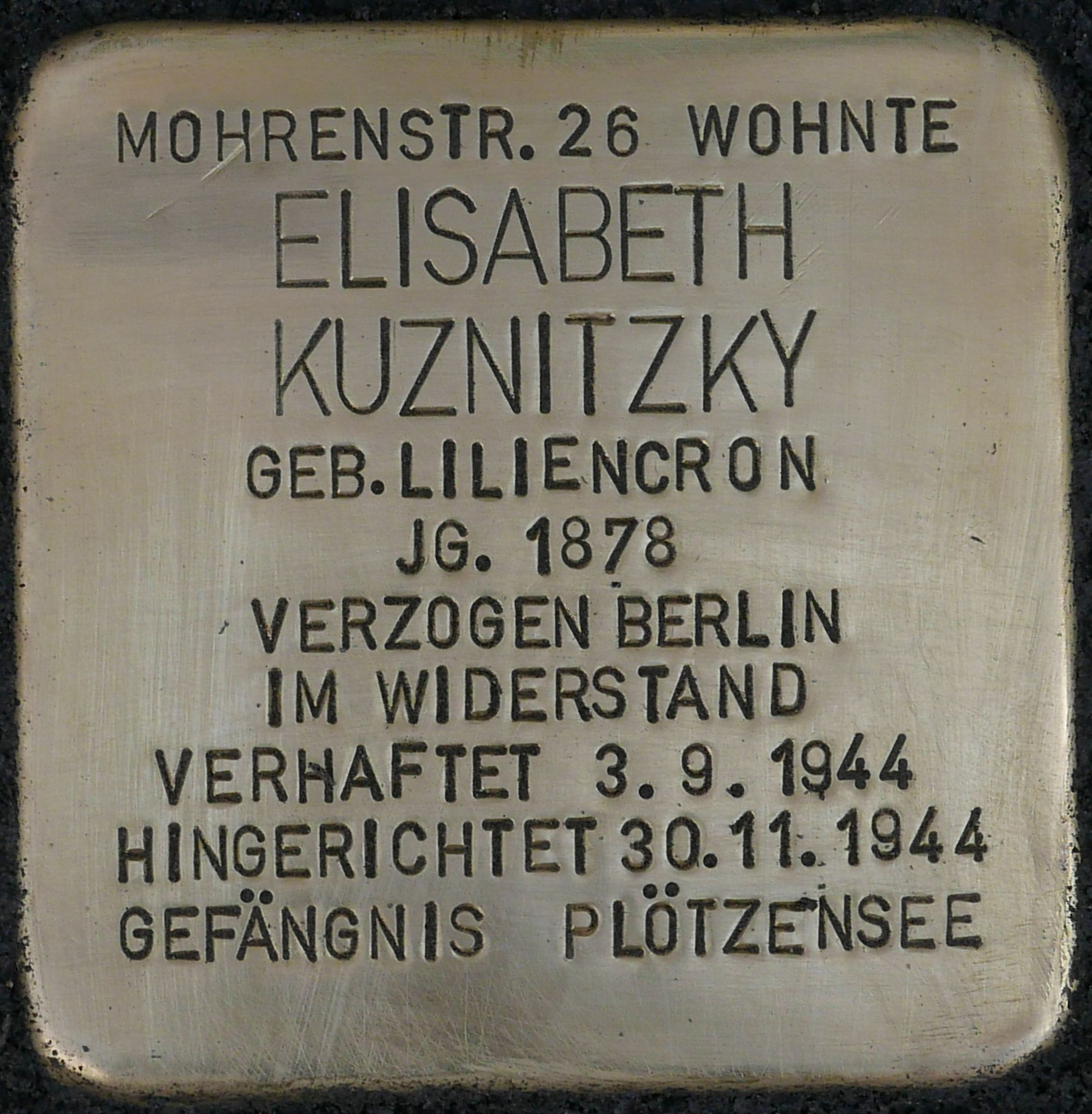
Stolperstein für Elisabeth Kuznitzky, Mohrenstraße 26 Köln-Altstadt-Nord
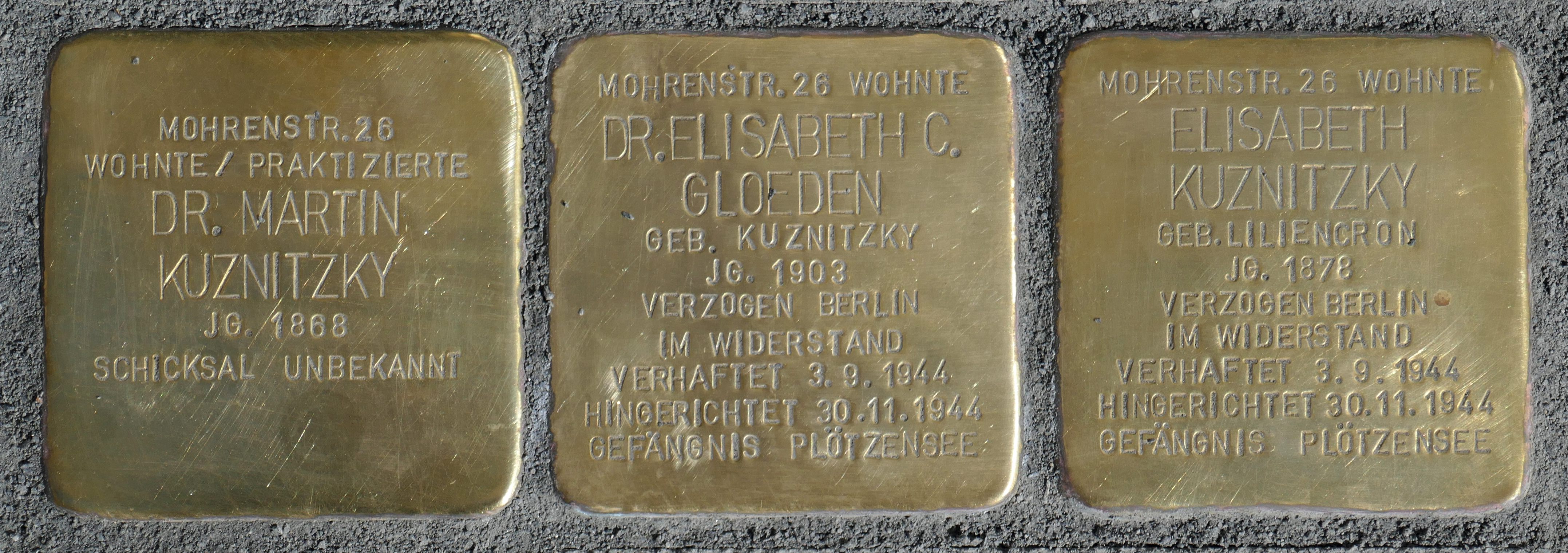
Stolpersteine für Familie Kuznitzky, Mohrenstraße 26 Köln-Altstadt-Nord

## Genealogie
- Hans Friedrich von Ehrenkrook, Friedrich Wilhelm Euler, Jürgen von Flotow: Genealogisches Handbuch der Freiherrlichen Häuser, B (Briefadel). 1954. Band I, Band 7 der Gesamtreihe GHdA. C. A. Starke Verlag, Glücksburg (Ostsee) 1954, S. 225–226; ISSN 0435-2408.
- Gothaisches Genealogisches Taschenbuch der Freiherrlichen Häuser. 1915 (Ungerader Jahrgang / Briefadel). Fünfundsechzigster Jahrgang. Justus Perthes, Gotha 1914, S. 556; Textarchiv – Internet Archive.